# William Douglas, IV duca di Queensberry
William Douglas, IV duca di Queensberry (Peebles, 16 dicembre 1724 – Londra, 23 dicembre 1810) è stato un politico e nobile scozzese.

## Biografia
Nato a Peebles, William Douglas era l'unico figlio di William Douglas, II conte di March, e di sua moglie, Lady Anne Hamilton.
Egli venne nominato cavaliere dell'Ordine del Cardo nel 1761 e fu un pari scozzese dal 1761. Nominato Vice Ammiraglio di Scozia dal 1767 al 1776. Fu Lord Luogotenente di Dumfries dal 1794 al 1810.
Egli succedette al padre nella reggenza della contea di March nel 1731 e a sua madre nella Contea di Ruglen nel 1748. Egli succedette inoltre a suo cugino Charles al titolo di duca di Queensberry nel 1778 e venne creato Barone Douglas di Amesbury nella Parìa di Gran Bretagna nel 1786.
Amico del Principe di Galles, venne nominato Gentleman of the Bedchamber da Giorgio III nel 1760.
Il duca di Queensberry non si sposò mai ma si sia stato il vero padre di Maria "Mie-Mie" Fagnani, avuta da una delle sue amanti, l'italiana Costanza Brusati, moglie del marchese del nobile milanese Giacomo II Fagnani, IV marchese di Gerenzano.
Alla sua morte il ducato di Queensberry ed il castello di Drumlanrig passarono al suo cugino di secondo grado Henry Scott, III duca di Buccleuch. Il marchesato di Queensberry passò al suo cugino di quarto grado Sir Charles Douglas, V baronetto, i cui discendenti portano ancora questo titolo. Suo cugino di secondo grado Francis Douglas, VIII conte di Wemyss divenne Conte di Wemyss e March. La contea di Ruglen si estinse.
Come Lord March il suo personaggio è presente nella novella di William Makepeace Thackeray dal titolo I Virginiani e viene presentato come un dissoluto libertino.